# 圣若里拉布卢
圣若里拉布卢（法語：Saint-Jory-las-Bloux）是法国多尔多涅省的一个市镇，位于该省东北部，原属佩里格区，自2017年起划至农特龙区。该市镇总面积16.94平方公里，2014年时的人口为241人。

## 人口
圣若里拉布卢人口变化图示